# مورادیم (شهرستان کوگارچینسکی، باشقیرستان)
مورادیم (انگلیسی: Muradym, Kugarchinsky District, Republic of Bashkortostan) یک شهرک در شهرستان کوگارچینسکی جمهوری باشقیرستان در کشور روسیه است.